# John Galliano
John Galliano nascut a Gibraltar el 28 de novembre de 1960, és un dissenyador de moda hispano-britànic. El seu nom original és Juan Carlos Antonio Galliano-Guillén. És un sastre excèntric de renom, que ha passat per importants cases d'alta costura com Givenchy o Christian Dior, i creador de la seva pròpia marca.

## Biografia
De pare gibraltareny i mare espanyola, el seu nom original és Juan Carlos Antonio Galliano-Guillén. Es traslladà a Londres quan era un nen i s'escolaritzà a l'escola Wilson's School de Wallington. D'ençà que era jove que es va interessar molt pel món del tèxtil i de la moda on també hi va influir molt la seva mare. El 1984 es graduà a l'escola d'estudis superiors St. Martin's School of Arts de Londres. Amb tot just tres anys passa a ser de simple estudiant a dissenyador ben format, demostrant un impressionant talent creatiu i de maduresa impròpia per a la seva edat. Tot i que només era un simple alumne va crear una màniga mitjançant un tall espiral que va impressionar els professors. Amb 24 anys es gradua amb matrícula d'honor i el seu projecte final fou una brillant desfilada que anomena “Les Incroyables” i que estava dedicada a la Revolució Francesa i al moviment popular que acabà amb els governs monàrquics i consagrà la declaració dels drets humans.

## Carrera

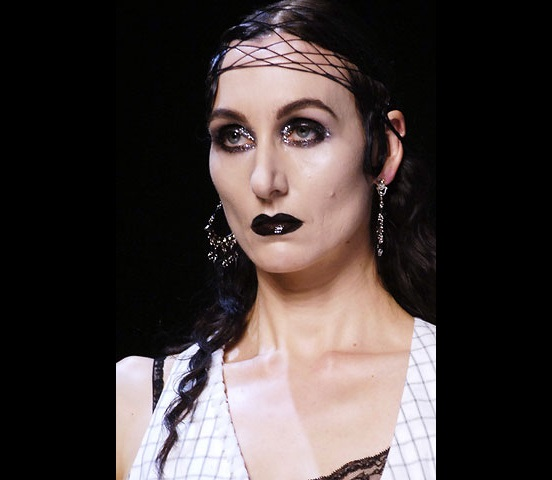
L'actriu i model alemanya Mika'ela Fisher en una desfilada de John Galliano

Amb la col·lecció del treball final, Joan Burstein de l'exclusiva Browns, en aquells anys una de les poques botigues de Londres que marcava tendència, compra tota la col·lecció sencera i l'exposa en els aparadors, on es va vendre tot el mostrari per complet.
Galliano considerava que Londres no era la ciutat adequada per a ell en aquells moments i es trasllada a París en el 1991. Tot i que s'havia allunyat de la capital anglesa va rebre el reconeixement de dissenyador britànic molts cops (1994, 1995, 1997). El 1997 va compartir aquest premi amb el reconegut dissenyador Alexander McQueen.
Bernard Arnault, propietari del conglomerat "Louis Vuitton Moët Hennessy" el va contractar per la firma Givenchy com a director creatiu de les col·leccions d'alta costura, essent així el primer dissenyador anglès en dirigir una casa francesa. Va estar a Givenchy fins al 1997.
Al cap de dos anys, l'empresa LVMH traslladà al dissenyador a la firma Dior.
La seva primera desfilada que va fer per Dior, coincidí amb el cinquantè aniversari de la firma, el 20 de gener de 1997.
El seu amor pel teatre i la feminitat participen activament en les seves creacions; El meu paper és seduir, va dir. Galliano afirma bastants cops que l'actriu de renom Charlize Theron és per a ell una musa; li va fer vestits desinteressadament abans de ser dissenyador professional, que es va posar en esdeveniments en la catifa vermella dels Oscars de 2006 i en els Globus d'Or del 2005. Theron ja forma part de la campanya publicitària de la fragància de Dior “ J’Adore”, mentre que la neta del cantant de Rock Elvis Presley, Riley Keough, n'és la cara del perfum “Miss Dior Cherie” i Kate Moss la imatge de la campanya de roba prêt-à-porter Nick Knight. Cate Blanchett i Nicole Kidman han utilitzat dissenys de Galliano per a esdeveniments professionals.
Fins al 2011, entre la seva pròpia firma i Dior, Galliano produïa anualment sis col·leccions d'alta costura i de prêt-à-porter.

## Premis
Els premis que rep durant el transcurs de la seva carrera són:
- Dissenyador britànic als anys 1994, 1995, 1997.
- La revista Telva Magazine li atorga el premi “Estilista de l'any”.
- CFDA International, per la col·lecció primavera/estiu 1998.[2]

## Vida personal
Galliano afirmà que va seguir un rigorós règim d'exercici, el qual l'obligà a despertar-se a les sis de la matinada cada dia per una sèrie d'activitats físiques que consistien en quaranta minuts d'aeròbic amb el seu entrenador personal, deu minuts d'estiraments, cent cinquanta abdominals i per finalitzar 9,5 kilòmetres al costat de la riba del riu Sena.
Al 24 de febrer de 2011 Galliano fou detingut breument a París per presumptes insults antisemites contra una parella en una cafeteria. Segons l'Associated Foreign Press, els policies detingueren al dissenyador, trobant que havia estat bevent.
Galliano fou posat en llibertat sense càrrecs i escortat per la policia. L'advocat de Galliano, Stéphane Zerbib, digué a la AFP, que el dissenyador "formalment nega les acusacions d'antisemitisme fetes en la seva contra". Dior, suspengué oficialment al dissenyador poc abans que Kate Moss anunciés que Galliano dissenyaria el seu vestit de núpcies.
El 25 de febrer de 2011 la firma de Christian Dior reemplaça a John Galliano del seu lloc de treball per haver proferit insults racistes i antisemites. En un comunicat el director general de Dior, Sidney Toledano, declara que "la Casa Dior reafirma categòricament la seva política de tolerància zero a tota actitud antisemita o de degradació racial. A l'espera dels resultats de la investigació, Christian Dior ha suspès a John Galliano de les seves funcions".
La “maison” inicià els tràmits d'acomiadament del dissenyador l'1 de març de 2011, després que es fessin públics uns vídeos en el que Galliano, visiblement ebri, declarava "M'encanta Hitler". Posteriorment Galliano fou jutjat i condemnat a pagar sis mil euros de multa per injúries racistes i antisemites.
Galliano començà a freqüentar els carrers del barri del Marais, una zona coneguda entre els gais de París, i que també és on viu la comunitat jueva de la ciutat. Sembla que ell mateix té antecedents jueus de la branca sefardí que vingueren a Gran Bretanya des d'Espanya i Portugal al segle xix.